# Nannodiella oxia
Nannodiella oxia é uma espécie de gastrópode do gênero Nannodiella, pertencente a família Clathurellidae.